# 크랜지 전쟁기념관

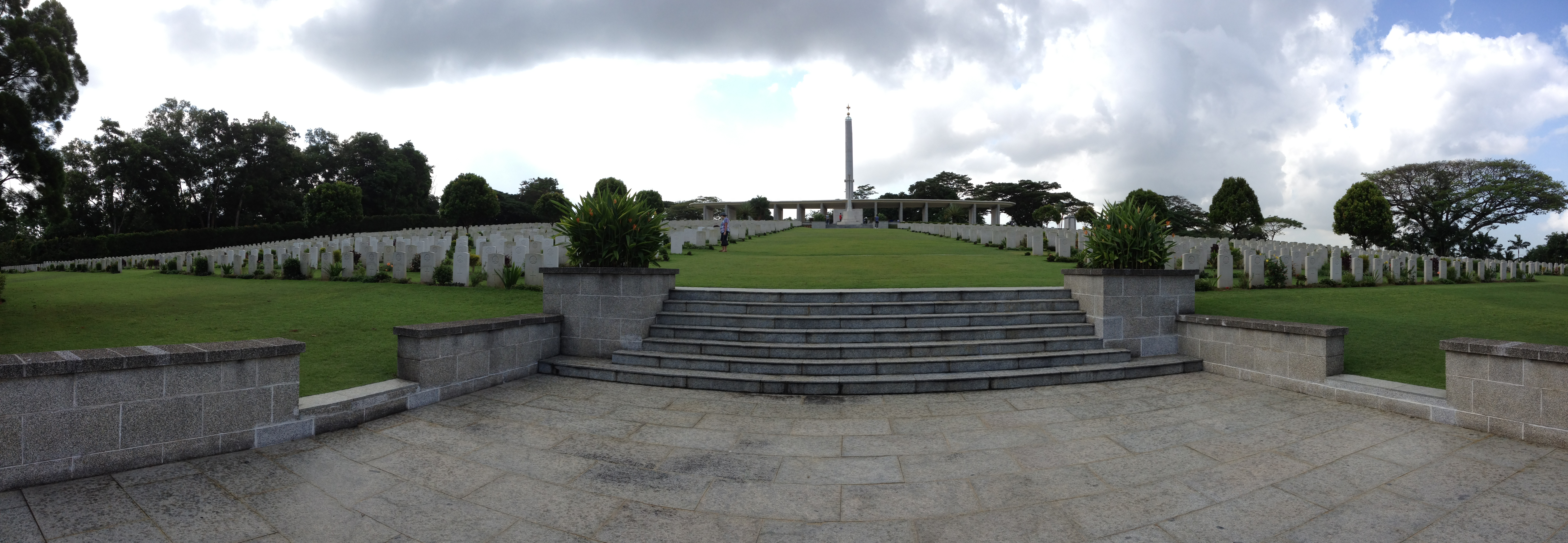

크랜지 전쟁기념관(Kranji War Memorial, 중국어: 克兰芝阵亡战士公坟)은 싱가포르의 크랜지의 우들랜드 5번가에 위치해 있다.
아름답고 평화스러운 공원에 자리잡고 있는 기념관은 제2차 세계대전 중 싱가포르에서 전사한 연합군 병사를 추모하기 위해 건립되었다. 전사자들의 이름이 벽에 새겨져 있으며, 관리인에게 부탁하면 전사자 명부를 열람할 수 있다. 크랜지는 전 싱가포르 대통령이 묻혀 있는 곳이기도 하다.

## 같이 보기
- 시민 전쟁기념관